# 马科特拉
马科特拉，是西班牙卡斯蒂利亚-莱昂萨拉曼卡省的一个市镇。 总面积33平方公里，总人口1619人（2001年），人口密度49人/平方公里。